# 汪廣平
汪廣平（1921年3月24日—2021年8月22日），中華民國教育家，生於河北遵化。北平師範大學地學系畢業，臺中市立居仁國民中學、臺中市私立明道高級中學前校长、明道大學創辦人。

## 生平
1937年畢業於河北省立第五中學，1940年考取北平師範大學（今北京师范大学）理學院地學系。1947年設立唐山中學（今唐山市第一中学）進修班，隔年擔任國立河北第一臨時中學校長。1949年第二次国共内战爆發，奉教育部令，到衡陽接辦國立河北第二臨時中學，率流亡師生四百餘人由桂林、梧州到廣州。10月帶學生撤退到海南岛，12月安全到台灣。
1951年任臺灣臺中市立中學（今臺中市立居仁國民中學）校長一職，積極改革市中校務；調整師資、勒令惡行重大學生退學，因此養成嚴謹校風。
1969年9月接辦武訓中學，並改名為「臺中市私立明道高級中學」；學校經過整頓後開始吸引中部地區的學生前往就讀。
1976年3月創辦的「明道文藝」曾七度獲得行政院新聞局優良刊物金鼎獎的肯定。1981年，創辦「全國學生文學獎」。
2001年創辦「明道管理學院」，座落於彰化縣埤頭鄉，並於2007年通過改制為明道大學。
2010年，出版《苦旅信行——汪廣平艱辛興學記》。
2021年8月22日逝世，享嵩壽100歲。

## 教育理念
大勇生於大智，求智原為求仁；
不惑不憂不懼，全憑無間精誠。
明道首重明倫，明德進而新民，
事事止於至善，人生意義乃明。

## 資料來源
- 《苦旅信行‧艱苦興學記》 ── 寧小然 撰文，陳憲仁 編纂，2000年2月，明道文藝社發行。
- 《汪廣平校長教育人生六十年》 ── 鄭京榮、陳憲仁、蕭水順、陳采秀 主編，2007年3月，明道大學出版。